# Sylvia Burka
Sylvia Burka (ur. 4 maja 1954 w Winnipeg) – kanadyjska łyżwiarka szybka, czterokrotna medalistka mistrzostw świata.

## Kariera
Pierwszy sukces w karierze Sylvia Burka osiągnęła w 1973 roku, kiedy zwyciężyła w wieloboju podczas mistrzostw świata juniorów w Assen. W tym samym roku zajęła czwarte miejsce podczas sprinterskich mistrzostw świata w Oslo, przegrywając walkę o podium z Moniką Pflug z RFN. W 1972 roku wzięła udział w igrzyskach olimpijskich w Sapporo, zajmując między innymi ósme miejsce w biegu na 1000 m. Na rozgrywanych cztery lata później igrzyskach w Innsbrucku jej najlepszym wynikiem było czwarte miejsce na 1000 m, gdzie w walce o medal lepsza była Amerykanka Sheila Young. W tym samym roku zdobyła złoto na wielobojowych mistrzostwach świata w Gjøvik i brąz na sprinterskich mistrzostwach świata w Berlinie. W zawodach tych wyprzedziły ją jedynie Sheila Young i Leah Poulos. Podczas rozgrywanych rok później sprinterskich mistrzostw świata w Alkmaar sięgnęła po kolejne złoto. Ostatni medal wywalczyła na wielobojowych mistrzostwach świata w Hadze w 1979 roku, gdzie uległa Amerykance Beth Heiden i Natalji Pietrusiowej z ZSRR. Brała też udział w igrzyskach olimpijskich w Lake Placid w 1980 roku, zajmując między innymi siódme miejsce w biegu na 1000 m i dziewiąte na dwukrotnie krótszym dystansie. W 1980 roku zakończyła karierę.
Dwukrotnie ustanawiała rekordy świata.
Jej mężem był kanadyjski kolarz torowy Jocelyn Lovell.